# Пшончино
Пшончино (укр. Пшінчине) — село,
Басовский сельский совет,
Роменский район,
Сумская область,
Украина.
Код КОАТУУ — 5924181709. Население по переписи 2001 года составляло 70 человек .

## Географическое положение
Село Пшончино находится на правом берегу реки Хмелевка,
выше по течению на расстоянии в 0,5 км расположено село Басовка,
ниже по течению на расстоянии в 1,5 км расположено село Великие Будки,
на противоположном берегу — село Заречье.